# Trudowoje
Trudowoje – rosyjska wieś we władywostockim okręgu miejskim (Kraj Nadmorski). 
W 2010 roku liczyła 18 522 mieszkańców.
Przez wieś przebiega główna magistrala Kolei Transsyberyjskiej z Chabarowska do Władywostoku. Znajduje się w niej stacja Ugolnaja.